# Marianne Thomann-Stahl
Marianne Thomann-Stahl (* 23. März 1954 in Oberkochen) ist eine deutsche Politikerin (FDP). Sie war von 2005 bis 2019 und kurzzeitig 2022 Regierungspräsidentin des Regierungsbezirkes Detmold.

## Ausbildung und Beruf
Nach der Volksschule legte Thomann-Stahl 1973 ihr Abitur an einem Gymnasium ab und studierte anschließend bis 1978 in Freiburg im Breisgau Volkswirtschaftslehre mit dem Abschluss als Diplom-Volkswirtin. Von 1978 bis 1980 war sie Geschäftsführerin und Bundesvorsitzende der internationalen Studentenorganisation AIESEC. Ab 1980 arbeitete sie als Assistentin des Vorstands der Nixdorf Computer AG und anschließend bis 1996 in leitenden Positionen in der Industrie.

## Politik
Marianne Thomann-Stahl ist seit 1973 Mitglied der FDP und engagierte sich innerhalb der Partei unter anderem als Vorsitzende des Arbeitskreises „Zukünftige Finanzierung der Infrastruktur“ im Bundesfachausschuss „Verkehr“ und als Vorsitzende des Landesfachausschusses „Stadtentwicklung, Wohnungsbau, Landesplanung und Verkehr“.
Vom 30. Mai 1985 bis zum 31. Mai 1995 und erneut vom 2. Juni 2000 bis zum 27. Juli 2005 war Thomann-Stahl Mitglied des Landtags Nordrhein-Westfalen. Sie wurde jeweils über die Landesliste der FDP ins Landesparlament gewählt und amtierte zuerst als verkehrs- und sozialpolitische Sprecherin, von 1990 bis 1995 als stellvertretende Vorsitzende der FDP-Landtagsfraktion und von 2000 bis 2005 als deren Parlamentarische Geschäftsführerin.
Nachdem Thomann-Stahl am 22. Juli 2005 vom Innenminister der neu gebildeten CDU/FDP-Landesregierung zur Regierungspräsidentin des Regierungsbezirks Detmold ernannt worden war, legte sie am 27. Juli 2005 ihr Landtagsmandat nieder.
Am 2. Dezember 2019 schied sie aus dem Posten als Regierungspräsidentin des Regierungsbezirks Detmold aus. Als Nachfolgerin wurde Judith Pirscher ernannt.
Im März 2022 wurde sie von der FDP gebeten, den Posten aus Anlass der Krisen in Europa erneut zu besetzen. Ihre Nachfolgerin Judith Pirscher war als Staatssekretärin nach Berlin gewechselt, der Posten des Regierungspräsidenten damit zwei Monate unbesetzt. Sie übernahm die Aufgaben der Regierungspräsidentin im Angestelltenverhältnis. Ende August 2022 schied sie aus diesem Amt wieder aus. Ihr folgte Anna Bölling nach.

## Sonstiges
Marianne Thomann-Stahl ist verheiratet und hat zwei Kinder. In den Jahren 1994 und 2004 nahm sie jeweils auf Vorschlag der FDP-Fraktion im Landtag Nordrhein-Westfalen an der 10. und 12. Bundesversammlung zur Wahl des Bundespräsidenten der Bundesrepublik Deutschland teil.